# En commun
Pour les articles homonymes, voir EC.
En commun (abrégé en EC) est un parti politique français écologiste créé en avril 2020 autour de Barbara Pompili, d'Hugues Renson et de Jacques Maire, députés du groupe La République en marche. S'inscrivant initialement dans la majorité présidentielle d'Emmanuel Macron, En Commun rejoint en 2025 La Convention.

## Histoire
En mai 2020, 46 députés de la majorité, fondent l'association En commun. D'abord simple courant affilié à La République en marche, En commun se structure en parti politique à partir d’octobre 2020 considérant avoir toute sa place dans la construction d'une « maison commune » appelée de  ses vœux par le président Emmanuel Macron dans le cadre de la préparation de l'élection présidentielle et de la perspective d'élargissement de sa majorité,,. Il est alors présidé par Philippe Hardouin qui a pour vice-présidents Barbara Pompili, Hugues Renson et Jacques Maire.
De longue date, François Bayrou, président du MoDem, propose un rassemblement des partis du centre et du centre droit dans une « maison commune ». À l'automne 2021, Richard Ferrand, alors président de l'Assemblée nationale française, le rejoint pour animer le mouvement Ensemble citoyens, composé de plusieurs formations politiques dont En commun,,.
A l'issue des élections législatives de 2022, En commun n'obtient que quatre députées qui siègent dans le groupe Renaissance. Cependant, il refuse de fusionner avec LREM, Agir et TdP au sein du nouveau parti Renaissance. Sans ministre au gouvernement, le parti est isolé.
En novembre 2022, en désaccord avec la politique du gouvernement, Philippe Hardouin quitte le parti et sa présidence. Il est remplacé par Barbara Pompili.
En désaccord sur la réforme des retraites, les quatre députées du mouvement se détachent du groupe Renaissance en avril 2023 tout en continuant à y siéger comme apparentées.
Lors des élections législatives de 2024, le parti ne parvient à faire réélire qu'une seule de ses députées, Stella Dupont, qui en octobre 2024 rejoint les non-inscrits en quittant le groupe Ensemble pour la République. En décembre 2024, Cécile Rilhac prend la direction du parti tandis que Barbara Pompili est nommée présidente d'honneur. Sous sa direction, le parti se détache définitivement de la coalition présidentielle en rejoignant La Convention.

## Positionnement politique
En commun se présente comme membre de l'aile gauche de la majorité présidentielle,  mais pèse peu sur son orientation. C'est un parti écologiste, de tendance sociale-libérale. 
Ses membres ont publié une note à l’automne 2021 pour alimenter le programme présidentiel de 2022 comprenant des propositions avec des marqueurs plus à gauche, mais celle-ci est restée lettre morte dans la campagne. Le président du parti, Philippe Hardouin, estime qu'il n'y a eu aucun débat sur la ligne politique : « le programme est sorti directement de l’Élysée et on s’est aligné dessus », tandis qu'il reconnait que son courant est « extrêmement minoritaire » au sein de la majorité.

## Résultats électoraux

### Élections législatives
| Année | 1er tour | 1er tour | Sièges  | Gouvernement               |
| Année | Voix     | %        | Sièges  | Gouvernement               |
| ----- | -------- | -------- | ------- | -------------------------- |
| 2022a | 91 258   | 0,40     | 4 / 577 | Soutien sans participation |
| 2024a | 65 460   | 0,20     | 1 / 577 |                            |

a Au sein d'Ensemble.

## Représentation

### Au gouvernement
- Gouvernement Jean Castex (2020-2022) :
  - Barbara Pompili, ministre de la Transition écologique

### À l'Assemblée nationale

#### Législature 2017-2022
En commun dispose, durant la XVe législature, de 10 députés à l'Assemblée nationale.
| Nom                     | Circonscription                                                        | Groupe |
| ----------------------- | ---------------------------------------------------------------------- | ------ |
| Mireille Clapot         | 1re circonscription de la Drôme                                        | LREM   |
| Élisabeth Toutut-Picard | 7e circonscription de la Haute-Garonne                                 | LREM   |
| Nathalie Sarles         | 5e circonscription de la Loire                                         | LREM   |
| Stella Dupont           | 2e circonscription de Maine-et-Loire                                   | LREM   |
| Barbara Pompili         | 2e circonscription de la Somme (jusqu'à sa nomination au gouvernement) | LREM   |
| Hugues Renson           | 13e circonscription de Paris                                           | LREM   |
| Cécile Muschotti        | 2e circonscription du Var                                              | LREM   |
| Bénédicte Pételle       | 2e circonscription des Hauts-de-Seine (depuis 2019)                    | LREM   |
| Jacques Maire           | 8e circonscription des Hauts-de-Seine                                  | LREM   |
| Cécile Rilhac           | 3e circonscription du Val-d'Oise                                       | LREM   |

#### Législature 2022-2024
En commun dispose, durant la XVIe législature, de 4 députées à l'Assemblée nationale.
| Nom             | Circonscription                      | Groupe |
| --------------- | ------------------------------------ | ------ |
| Mireille Clapot | 1re circonscription de la Drôme      | RE     |
| Stella Dupont   | 2e circonscription de Maine-et-Loire | RE     |
| Ingrid Dordain  | 2e circonscription de la Somme       | RE     |
| Cécile Rilhac   | 3e circonscription du Val-d'Oise     | RE     |

#### Législature 2024-2029
En commun dispose, durant la XVIIe législature, d'une seule députée à l'Assemblée nationale.
| Nom           | Circonscription                      | Groupe |
| ------------- | ------------------------------------ | ------ |
| Stella Dupont | 2e circonscription de Maine-et-Loire | NI     |